# 干热灭菌法
干热灭菌法（英语：Dry heat sterilization）是最早被采用的对物品进行杀菌方式之一。它使用的是不含水蒸气或含有极少水蒸气的热空气，其中水分在杀菌过程中起的作用很小或没有作用。

## 过程
干热灭菌过程是通过传导完成的，即通过物品的外表面吸收热量，然后向内传递到下一层。最终，整个物品达到所需的灭菌温度。干热灭菌的适当时间和温度为160°C（320°F）持续2小时或170°C（340°F）持续1小时，而在高速热空气灭菌器的情况下，适宜的温度为190°C（375°F）持续6至12分钟。

在进行灭菌之前，物品应该保持干燥，因为水分会干扰灭菌过程。干热通过使蛋白质变性来摧毁微生物。
水分的存在，例如在蒸汽灭菌中，会显着加快热渗透。
有两种类型的热空气对流（对流是指在烤箱的腔内循环加热空气）灭菌器：
- 重力对流
- 机械对流

### 机械对流过程
机械对流烤箱内配备了一个鼓风机，它能够主动将加热的空气吹遍腔室的所有区域。鼓风机产生的气流可确保均匀的温度，并在整个负载范围内平等传递热量。因此，机械对流烤箱是两种类型中效率更高的一种。

### 高速热空气
比对流更加高效的系统是通过喷气帘强制将去气化的热空气以每分钟3000英尺的速度通过喷射帘幕传递。

## 用于干热灭菌的仪器
用于干热灭菌的仪器和技术包括热风炉、焚化炉、火焰灭菌器、辐射灭菌器和玻璃珠灭菌器。

## 对微生物的影响
干热会裂解任何生物体中的蛋白质，引起氧化自由基损伤，导致细胞干燥，甚至可以将它们烧成灰烬，如焚烧。